# Имперское Евангелие
Имперское напрестольное Евангелие или Коронационное напрестольное Евангелие (нем. Reichsevangeliar, Krönungsevangeliar) — церемониальное напрестольное евангелие, один из экспонатов сокровищницы Хофбургского замка и реликвий Священной Римской империи.
Является наиболее древним из имперских клейнодов и входит в группу так называемых «Ахенских клейнодов», то есть тех, что хранились до 1795 года в Ахене. Во время коронации император на этом евангелии приносил клятву, коснувшись пальцами страницы с началом Евангелия от Иоанна.

## Описание
Рукопись была создана в самом конце VIII столетия, в придворных мастерских императора Карла Великого в стиле «дворцовой школы Карла Великого»: 236 пергаментных листов окрашены в темно-красный (пурпурный) цвет, а текст написан золотыми и серебряными чернилами. Миниатюры нарисованы пигментными красками. Размер страниц 32,4х24,9 см. Это евангелие является самым главным произведением из небольшого числа манускриптов, созданных при дворе основателя Священной Римской империи, после того как он обосновался в Ахене, в 794 г.
Автор миниатюр сделал 16 канонических таблиц и 4 портрета евангелистов. Предположительно, автор миниатюр был родом из Византии, возможно, из Константинополя, так как пользовался идиомой пост-юстинианского периода, популярной около 600 г. Примером мастерства художника является миниатюра с изображением Святого Иоанна: она, как и остальные портреты, выполнена в «античном» стиле и производит сильнейшее впечатление глубиной перспективы. Скамеечка для ног евангелиста выходит за пределы рамки; виден солнечный просвет в небе.
Оклад выполнен около 1500 года мастером Гансом фон Ройтлингеном в Ахене из позолоченного серебра и украшен драгоценными камнями. В центре изображен Бог Отец на Божественном Престоле. Слева от него — Дева Мария, а справа — Архангел Гавриил. В наугольниках — медальоны с символами четырёх евангелистов.

## Миниатюры Имперского Евангелия
- Евангелист Матфей
- Евангелист Иоанн
- Евангелист Марк